# 1653 en arts plastiques
| Années des arts plastiques : 1650 - 1651 - 1652 - 1653 - 1654 - 1655 - 1656    |
| Décennies des arts plastiques : 1620 - 1630 - 1640 - 1650 - 1660 - 1670 - 1680 |

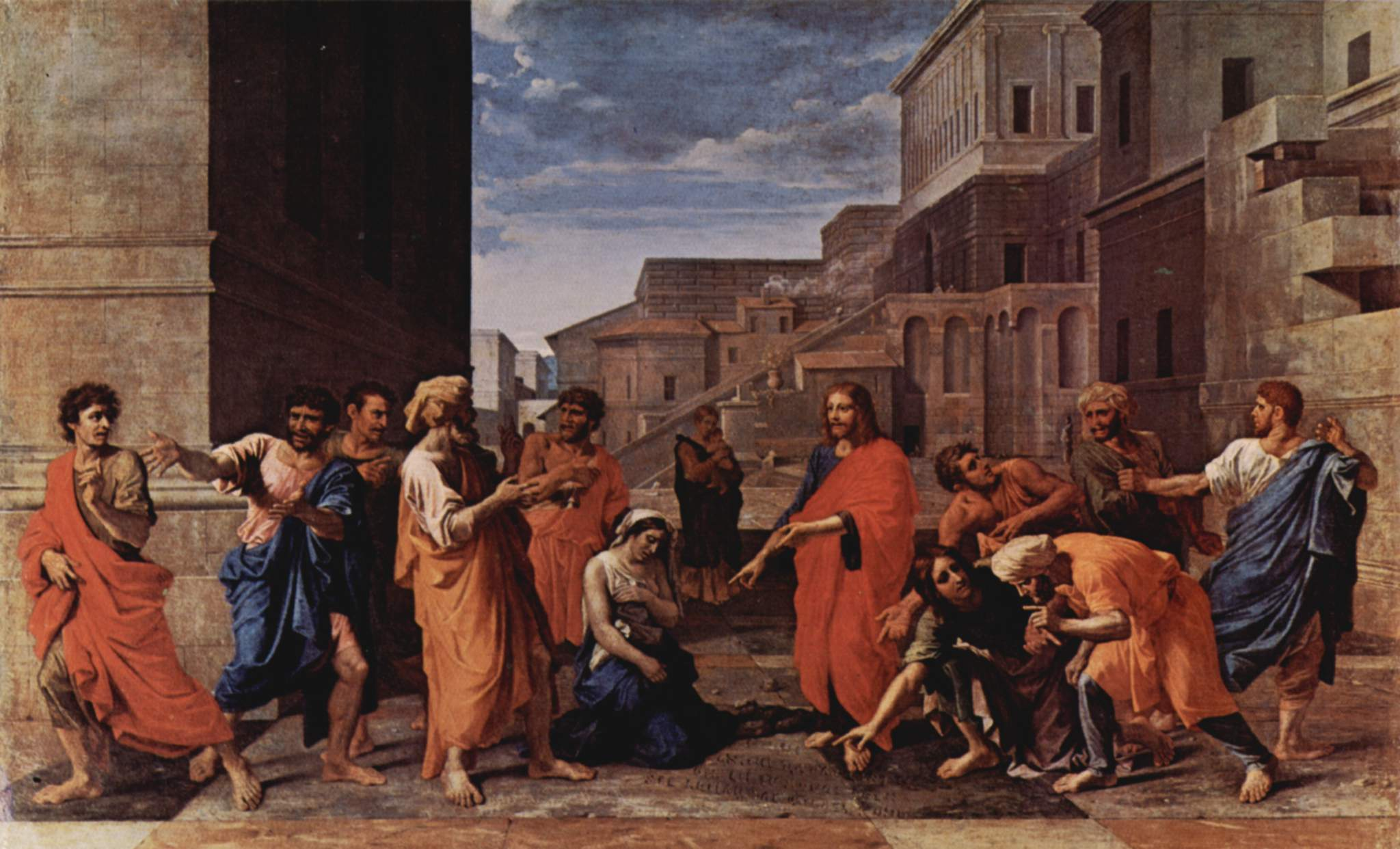
Le Christ et la femme adultère, Nicolas Poussin.

Cette page concerne l'année 1653 en arts plastiques.

## Œuvres
- Aristote contemplant le buste d’Homère, tableau de Rembrandt.
- Le Banquet de Cléopâtre, tableau de Jacob Jordaens.
- Nature morte au poisson, au pain et aux oignons, huile sur toile d'Ae van Rabel

## Naissances
- 17 mars : Giovanni Anastasi, peintre italien († 13 mars 1704),
- 20 octobre : Charles-François Poerson, peintre français († 2 septembre 1725),
- 9 novembre : Jean-Baptiste Belin, peintre français († 12 février 1715),
- 5 décembre : Giovanni Canti, peintre baroque italien († 1716),
- 21 décembre : Tommaso Aldrovandini, peintre italien († 23 octobre 1736),
- ? :
  - Giovanni Girolamo Bonesi, peintre baroque italien de l'école bolonaise († 1725),
  - Bonaventura Lamberti, peintre baroque italien († 19 décembre 1721),
  - Angelo Massarotti, peintre italien du baroque tardif (rococo) († 1723),
  - Louis-Abraham van Loo, peintre français († 13 mai 1712),
  - Caspar van Wittel, peintre néerlandais († 13 septembre 1736).

## Décès
- 13 mars : Simon de Vlieger, peintre de marine néerlandais (° 1601).